# 軽石ラフト

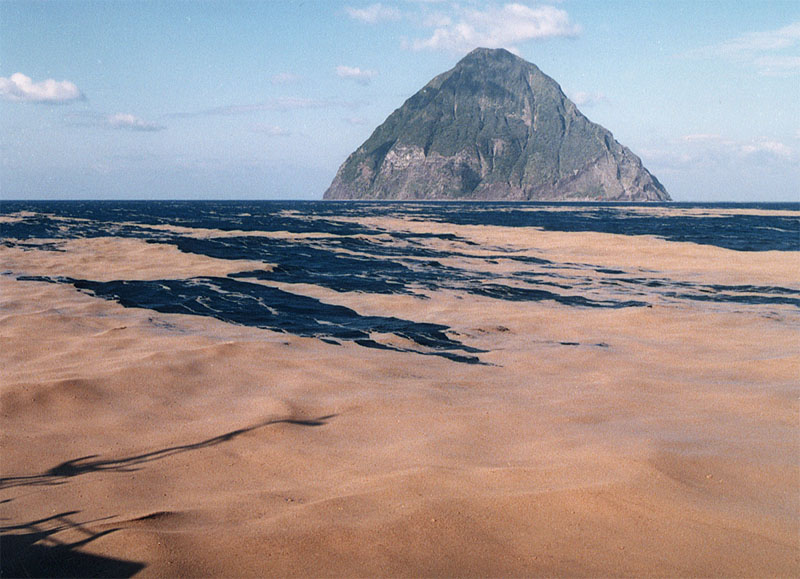
福徳岡ノ場の1986年の水中噴火によって浮き上がった軽石が海面を埋め尽くしている。遠方の島は南硫黄島。日本の海上保安庁による1986年1月20日の撮影。

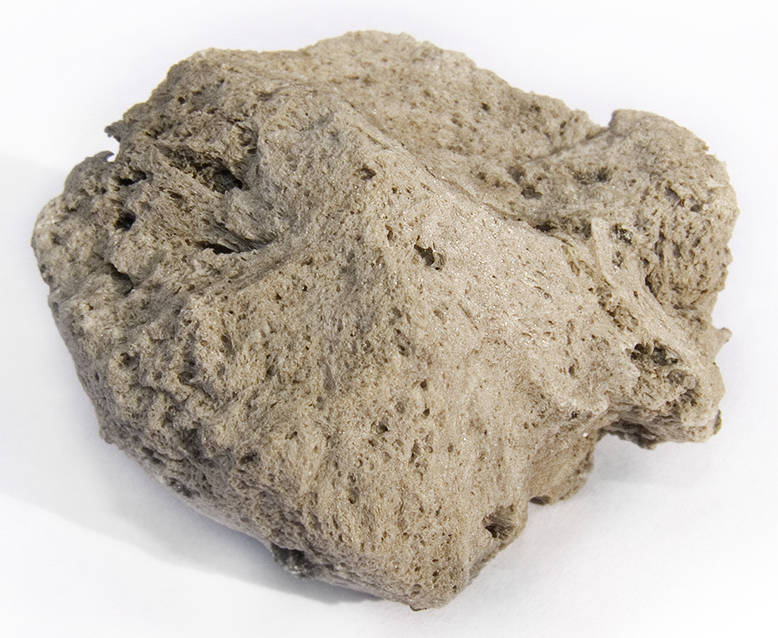
軽石

軽石ラフト（かるいしラフト、英語: pumice raft）は、火山噴火により生じた大量の軽石が筏（英: raft、ラフト）のように密集し水面・水中を漂う現象。軽石いかだ、軽石筏、パミスラフトとも。陸上の火山や火山島の火山のみならず、水面下の海底火山から噴出された軽石においても軽石ラフトはみられる。いかだ状に集まっているか否かにかかわらず水面・水中を漂う軽石は漂流軽石とも表現される。
海域では、場合によって数年から数十年以上浮遊し続け、風や潮流により数千キロメートル離れた場所に漂着することもある。
軽石ラフトは、あらゆる岩石の中で単位体積当たりの表面積が最も大きいこと、長期間に渡っての漂流、潮間帯での漂着、脱水を含む多様な環境下に曝されること、そして潜在的に化学反応に有利な元素や化合物を吸収する能力があることを特徴としている。これらの理由をもって、軽石ラフトは生命の起源にとって理想的な基質である可能性があると提唱する宇宙生物学者もいる。
生物学者は、動物や植物が島から島へ軽石ラフトに乗って移動することがありうると推定している。

## 顕著な例
ニューカレドニアの近海で1876年に捕鯨船ヴェロシティ号により報告され、その後、20世紀に至るまでの一部の地図にしっかりと掲載され続けていたサンディ島は、後に実際は存在しないことが確認され疑存島とされたが、シドニー大学の科学者チームによると、それはヴェロシティ号が軽石ラフトを陸地と誤認したことによって引き起こされた可能性があるという。

### 20世紀以降
トンガ周辺での火山噴火により1979年と1984年に軽石ラフトが漂流しフィジーに到達したことがあり、長さが30キロメートル（9マイル）にも達したとする報告もある。

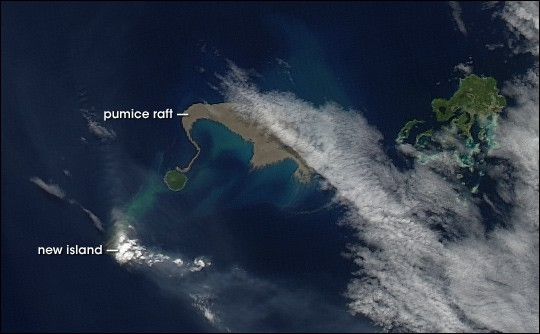
2006年8月のトンガのヴァヴァウ諸島近海の軽石ラフト。NASA Earth Observatoryに提供されたMODIS即時応答システムでの衛星画像。

2006年8月12日のトンガ周辺の南太平洋での火山活動は、新しい島を出現させた。8月にトンガ北部のヴァヴァウ諸島を出帆したヨット、マイケン号の乗組員は、水面上に複数の筋状に延びて漂う多孔質で明るい軽石ラフトを目撃し、広大で何マイルもの幅のある密に軽石で詰まった帯の中を航行したと報告している。そして彼らは、噴火のたびに海面上にあらわれては侵食され消滅する短命な島として知られているホームリーフ海底火山が、海面上にあらわれて正に侵食に晒されている現場の目撃者ともなった。
2012年8月に、ニュージーランドの近海に非常に大規模な軽石ラフトが出現した。長さは480キロメートル（300マイル）で、幅は約50キロメートル（30マイル）の広がりをもち、軽石の塊は海面上に高さが60センチメートル（2フィート）以上も突き出ていたと報告された。2012年8月10日には王立ニュージーランド海軍により、ニュージーランド北東のラウル島近海で推定26,000平方キロメートル（10,000平方マイル）の軽石ラフトが観測された。可能性のある軽石の給源はニュージーランド北方のケルマデック諸島のハヴレ海山の噴火です。
2019年8月に、トンガのラテ島近海の熱帯太平洋で150平方キロメートル（58平方マイル）におよぶ大きな軽石ラフトが発見されている。船員らは「ビー玉径からバスケットボール径の塊で海面が滑らかに埋め尽くされ水面（みなも）を視認できなかった。また、硫黄臭もした。」と描写している。

### 日本周辺での例

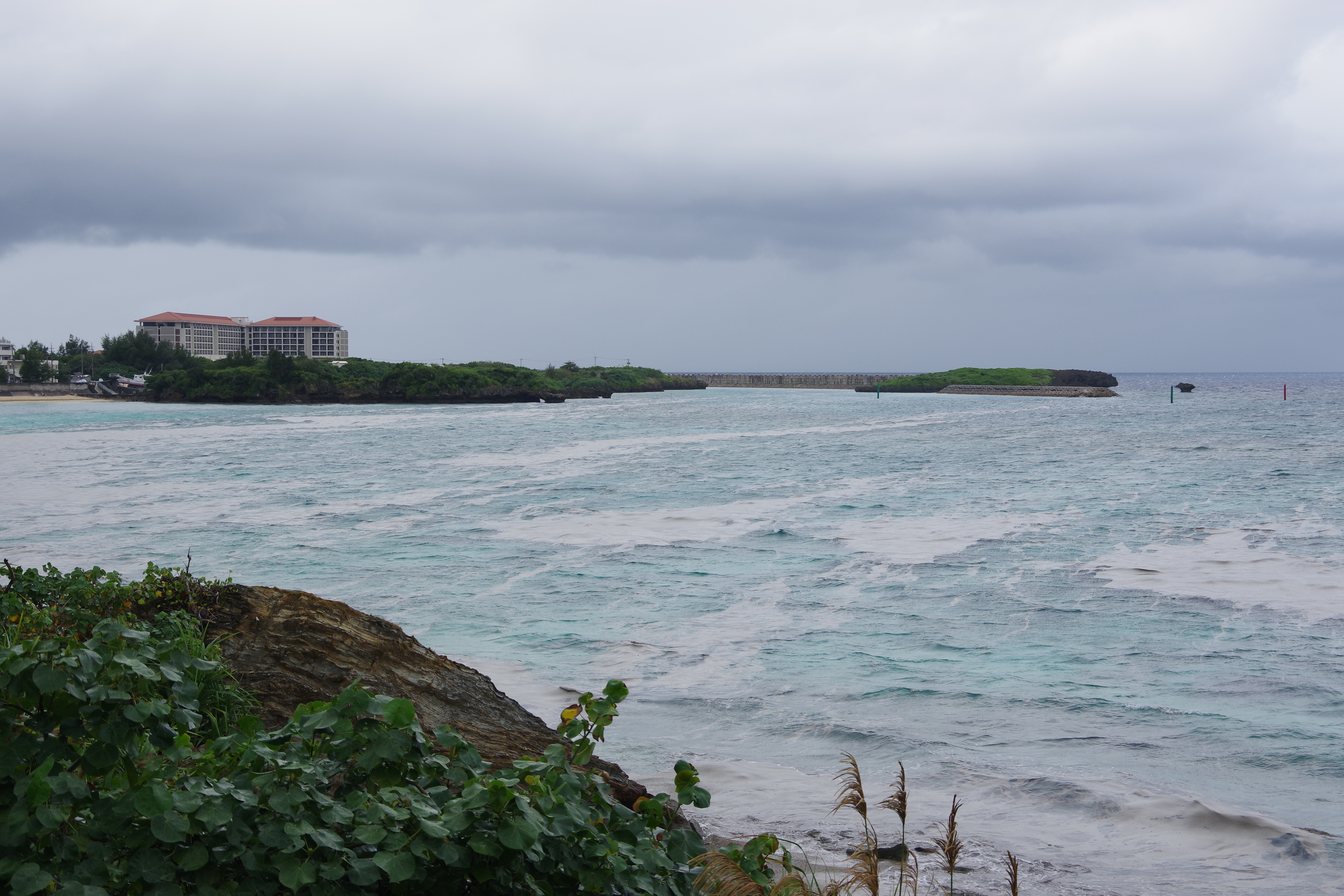
沖縄県恩納村の海岸に打ち寄せられる軽石ラフト。2021年11月22日。

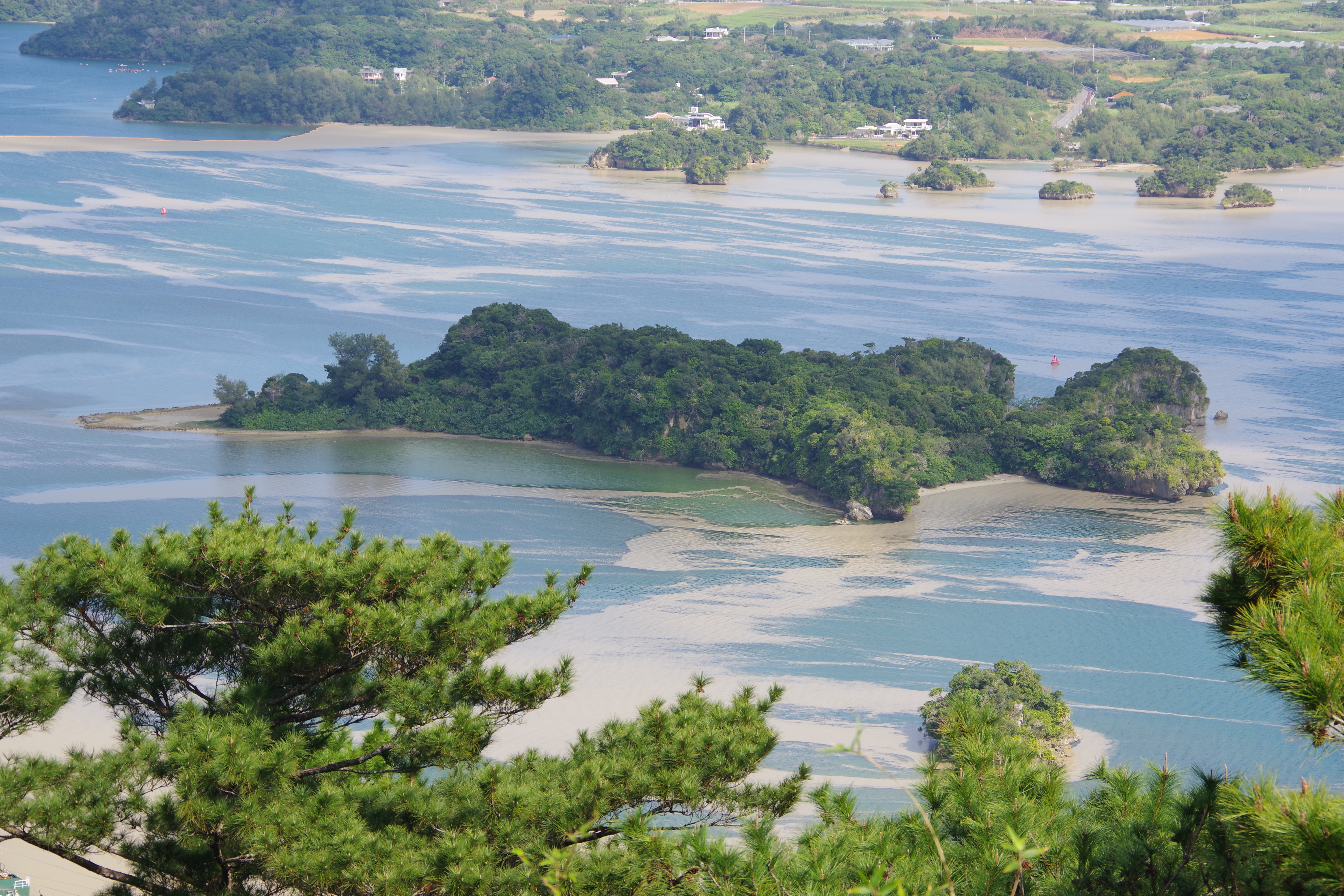
沖縄の羽地内海ヤガンナ島付近を漂流する軽石ラフト。2022年1月27日。

谷健一郎 (2024)は、次の3例を挙げている。日本ではこの3例は過去100年で海底火山の噴火に伴う大規模な軽石ラフトの発生例として知られている。
- 西表島北北東海底火山1924年噴火

噴火して間もなく、噴火場所に近い西表島の海岸や港は軽石で覆われ、約3か月はこの状態が続き、船は身動き出来なかったという。噴火後約1か月で、八重山諸島の海岸は軽石で埋めつくされ、中には大人2-3人が乗っても浮くほどの軽石もあり、たたみ一畳分の大きさであったとされる。加藤祐三 (2009)では、軽石の総噴出量は体積にして約1立方キロメートルと推測している。また噴火して約3週間後、沖縄諸島各地の海岸にも軽石が打ち上げられ、さらに黒潮と対馬海流によって軽石は日本各地へ運ばれ、噴火約1年後に北海道の礼文島まで漂着した軽石もあった。
- 昭和硫黄島1934年噴火

鬼界カルデラ内の水深約300mの海底火山が、噴火により成長し新島、昭和硫黄島を形成する過程で多量の軽石が噴出し、3～4海里（5～7km）にわたる浮島が観察され、さらに5m程度の軽石から全長30mの十島丸に匹敵する径の軽石が浮き沈みする様子も観察され報告されている。近傍の薩摩硫黄島に大量の軽石の塊が漂着し海岸や浅瀬を埋めた。
- 福徳岡ノ場2021年噴火

噴火から2か月を経て、この噴火で噴出したと見られる大量の軽石が、1000キロメートル以上離れた大東諸島、沖縄諸島、奄美諸島をはじめ各地の海岸に漂着した。
また、1663年（寛文3年)夏に発生した北海道有珠山の噴火では現在の壮瞥町で3メートルの降灰を記録した上、内浦湾の海面にも大量の噴出物が浮いて降り積もり、沖合2,700間（約5キロメートル）まで陸地のようになったという。